# Rysslands militärhistoria
Rysslands militärhistoria har bestått av många krig. Fram till 1809 var det ofta med Sverige man hamnade i konflikt. Under första världskriget var Tyskland fienden.
1991 upplöstes Sovjetunionen, och staten Ryssland pånyttföddes.

## Exempel på krig
- Rysk-turkiska kriget (1710–1711)
- Svensk-ryska kriget (1788-1790)
- Polsk-ryska kriget 1792
- Finska kriget (1808-1809)
- Rysk-turkiska kriget (1828–1829)
- Ryska revolutionen 1905
- Ryska inbördeskriget (1917-1922)
- Stora fosterländska kriget
- Rysslands invasion av Ukraina (2022-)